# PLCD4
La fosfoinosítido fosfolipasa C delta 4 (PLCD4) (EC 3.1.4.11) es una isozima humana de la enzima fosfoinosítido fosfolipasa C. Cataliza la reacción:
1-fosfatidil-1D-mio-inositol 4,5-bisfosfato + H2O {\displaystyle \rightleftharpoons } 1D-mio-inositol-1,4,5-trisfosfato + diacilglicerol
Tiene como función la producción de las moléculas mensajeras diacilglicerol (DAG) e inositol 1,4,5-trifosfato (IP3). El DAG media en la activación de la proteína kinasa C, mientras que el IP3 libera Ca2+ de los depósitos intracelulares. Se requiere para la reacción de los acrosomas en el esperma durante la fertilización, probablemente actuando como una enzima importante para la mobilización intracelular de Ca2+. Puede que juegue un papel en el crecimiento de la célula. Modula la regeneración del hígado en cooperación con la proteína kinasa C. La sobrexpresión regula positivamente la proliferación y la ruta de señalización de kinasas reguladas por señales extracelulares (MAPK clásicas).
Se une a 3 iones calcio por subunidad. Dos de los iones calcio se unen al dominio C2. Interacciona con el receptor coactivador nuclear 2. Tiene como localización celular la membrana periférica, el núcleo, el citoplasma y el retículo endoplasmático. Se localiza con preferencia en las membranas intracelulares, principalmente en el retículo endoplasmático. Es altamente expresada en el músculo esquelético y tejidos del riñón, y en un nivel moderado en el tejido intestinal. Se expresa en las células epiteliales de la córnea.
Contiene 1 dominio C2, 3 dominios manos EF, 1 dominio PH, 1 dominio PI-PLC X-box y 1 dominio PI-PLC Y-box. Tiene un dominio PDZ que media en la interacción con el receptor coactivador nuclear 2. El dominio C2 media en la prelocalización en la membrana, anterior a la importación de Ca2+ y al marcado no selectivo mediado por Ca2+ de varias membranas celulares. El dominio PH no es crítico para la localización en la membrana.